# سیمکا ۸
سیمکا ۸ (به انگلیسی: Simca 8) یک خودروی اندازه متوسط ساخته شده توسط شرکت سیمکا، است که در فرانسه از نوامبر سال ۱۹۳۷ تا سال ۱۹۵۱ به فروش می‌رسید.
سیمکا ۸ یک خودروی خانوادگی کوچک بود که توسط خودروساز فرانسوی سیمکا از سال ۱۹۳۸ تا ۱۹۵۱ تولید شد. این خودرو در سبک‌های بدنه مختلف از جمله سدان، کابریولت، کوپه و ون تجاری موجود بود. سیمکا ۸ توسط مهندس ایتالیایی، دانته جیاکوزا، طراحی شد که به خاطر کارش در فیات شهرت یافت.
سیمکا ۸ از یک موتور چهار سیلندر با حجم ۱٫۱ تا ۱٫۴ لیتر بهره می برد. سیستم تعلیق خودرو از سیستم تعلیق مستقل در جلو و یک محور عقب محکم استفاده می کرد. حداکثر سرعت آن در حدود ۸۰ مایل در ساعت (۱۳۰ کیلومتر در ساعت) و مصرف سوخت بین ۲۳ تا ۲۸ مایل در ساعت (۱۰-۱۲ کیلومتر در لیتر) بود.
در طول جنگ جهانی دوم، تولید سیمکا ۸ محدود بود و این خودرو بیشتر برای نظامیان آلمانی تولید می شد. با این حال، پس از جنگ، سیمکا تولید خود را از سر گرفت و همچنان یک خودروی محبوب در فرانسه و سایر بازارهای اروپایی بود. در سال ۱۹۵۱، Simca 8 توسط Simca Aronde جانشین شد، مدلی بزرگتر و مدرن تر که برای این شرکت بسیار موفق بود.
سیمکا ۸ به عنوان یک خودروی مهم در تاریخ خودروسازی فرانسه در نظر گرفته می شود، زیرا به تثبیت سیمکا به عنوان یک خودروساز مهم کمک کرد و به رشد و توسعه صنعت خودروسازی فرانسه کمک کرد.

## موتور

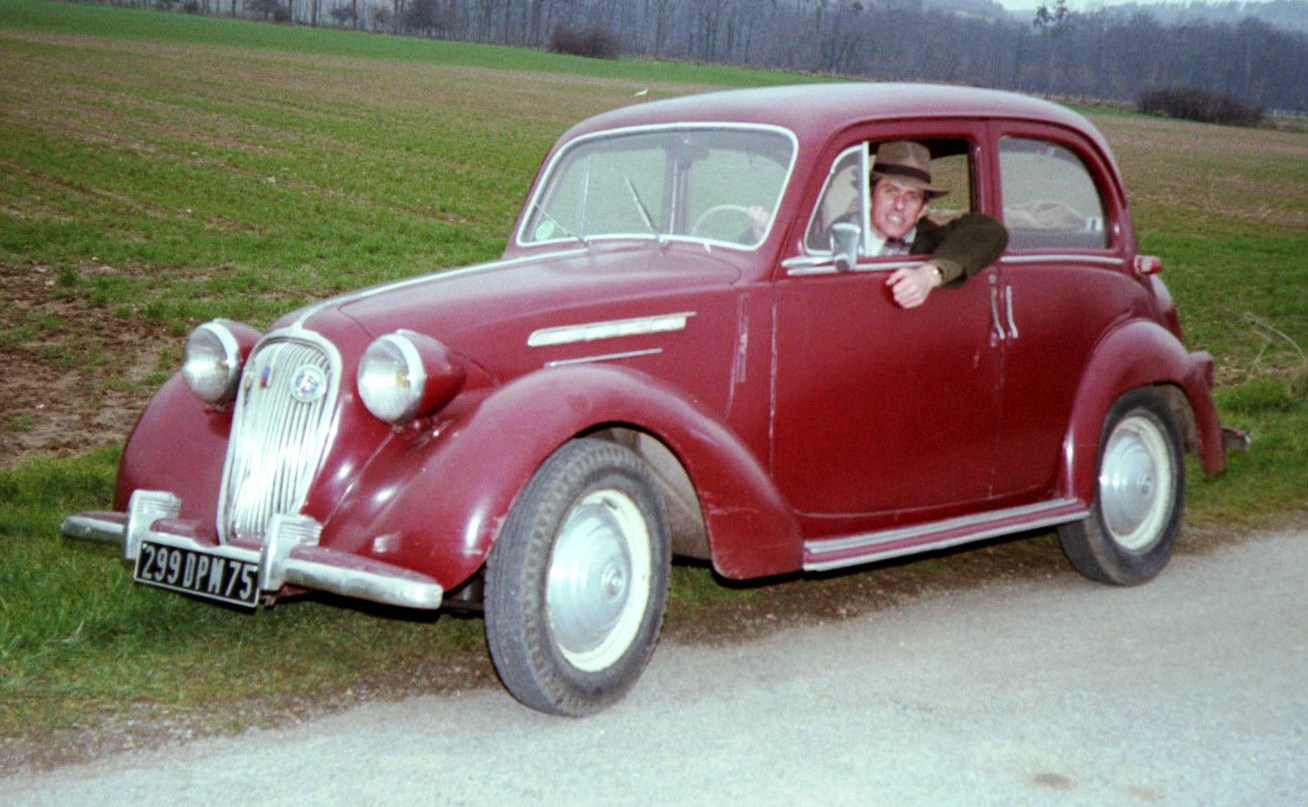
سیمکا ۸ سدان با ۴ در

سیمکا ۸ دارای موتور چهار سیلندر بود. در نتیجه عدد «۸» در نام این خودرو نشان دهنده‌ی تعداد سیلندر نبوده است.
موتور این اتومبیل ۱٬۰۸۹ سی‌سی بود و سازندگان آن ادعا می‌کردند توان ۳۲ اسب بخار در ۴۰۰۰ دور در دقیقه را داشت. استفاده از آلومینیم برای سرسیلندر از ویژگی‌های غیرمعمول آن زمان بود که بر روی سیمکا ۸ وجود داشت.

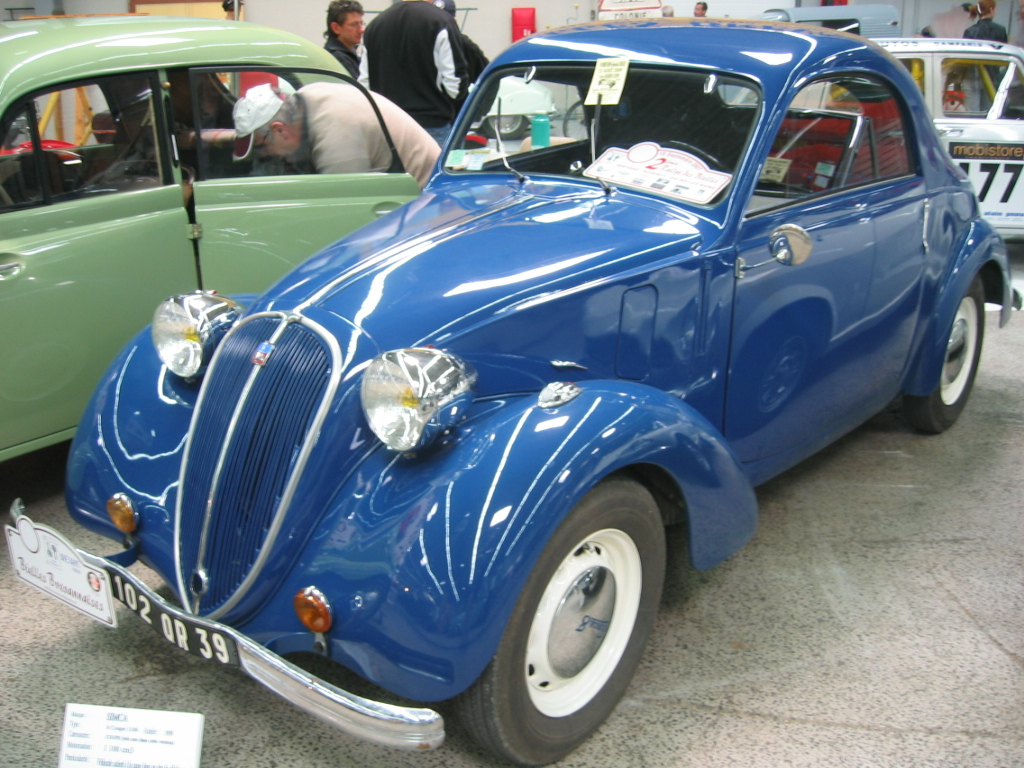
سیمکا ۸ کوپه با دو صندلی

## کاربرد
از این خودرو به عنوان یک وسیله نقلیه رسمی برای مقاصد مالیاتی استفاده می‌شد.